# Anísio da Silva Rocha
Anísio da Silva Rocha (, 13 de outubro de 1912 - , ) foi um militar e desportista (pentatlo e hipismo) brasileiro.
Em 1988, Anísio da Silva Rocha recebeu a Ordem Olímpica, uma homenagem do Comitê Olímpico Internacional (COI) aos atletas que, dentro da carreira, mais prezaram o ideal olímpico.

## Carreira militar
Fez parte da turma de 1966 da Escola Superior de Guerra. Dedicou-se hipismo nos quadros do Exército Brasileiro.

## Carreira esportiva
O coronel Anísio da Silva Rocha representou o Brasil nos Jogos Olímpicos de 1936 em Berlim, onde ficou na 39ª posição no individual do pentatlo moderno.
Participou, ainda, dos Jogos Olímpicos de 1948 em Londres, nas provas individuais e por conjunto completo no hipismo. 
Foi presidente da Confederação Brasileira de Hipismo entre 1976 e 1980.